# Facultad de Filosofía y Letras (Universidad de Granada)
La Facultad de Filosofía y Letras de Granada es un centro perteneciente a la Universidad de Granada, donde se imparte la mayoría de sus estudios humanísticos. Su origen se remonta a los tiempos fundacionales de la propia universidad, en el año 1531, durante el reinado de Carlos V. 
La actual facultad se encuentra situada en el Campus de Cartuja, una de las áreas universitarias más importantes de la ciudad de Granada, si bien estuvo ubicada anteriormente en el Palacio de las Columnas, actual sede de la Facultad de Traducción e Interpretación. 
La actual facultad acoge aproximadamente a más de 5000 alumnos, siendo una de las facultades donde más titulaciones se imparten de toda España. También es la facultad con mayor número de alumnos de intercambio del programa Erasmus de toda la Unión Europea.

## Arquitectura
El edificio se debe a un proyecto de Francisco Prieto Moreno, que lo diseñó en 1971 para dar cabida al cada vez mayor número de estudiantes que concurrían en la Universidad de Granada desde la década de los sesenta.
Su estructura y materiales son fruto de la corriente que ya se venía desarrollando a la hora de planificar distintos campus universitarios a nivel nacional, haciendo uso del hormigón visto, alternándolo con amplias superficies acristaladas. La planta, diseñada sobre pilotes para salvar las diferencias de nivel ocasionadas por su ubicación en la ladera de una colina, está compuesta por un gran pasillo central en cuyos laterales se distribuyen amplios módulos de aulas. El hormigón, dejando ver las marcas del encofrado, es el protagonista indiscutible en la construcción, generando pilares-parasol verticales en perpendicular con el plano de las fachadas y marcando el aspecto exterior en cada una de sus caras. De igual manera, este material aparece prácticamente desnudo en el interior, formando casetones en el techo y confiriendo una imagen sencilla y práctica.
El espacio ajardinado que precede la fachada principal y los pequeños jardines ubicados entre módulos son fruto también del diseño de Prieto Moreno, no así las nuevas ampliaciones que se han llevado a cabo desde la década de los ochenta con la creación del conocido como Edificio B y las sucesivas ampliaciones de espacios como la biblioteca, así como la más reciente, realizada sobre el área de aparcamientos para acoger un nuevo módulo de despachos y aulas, así como nuevas salas de estudio.

## Docencia

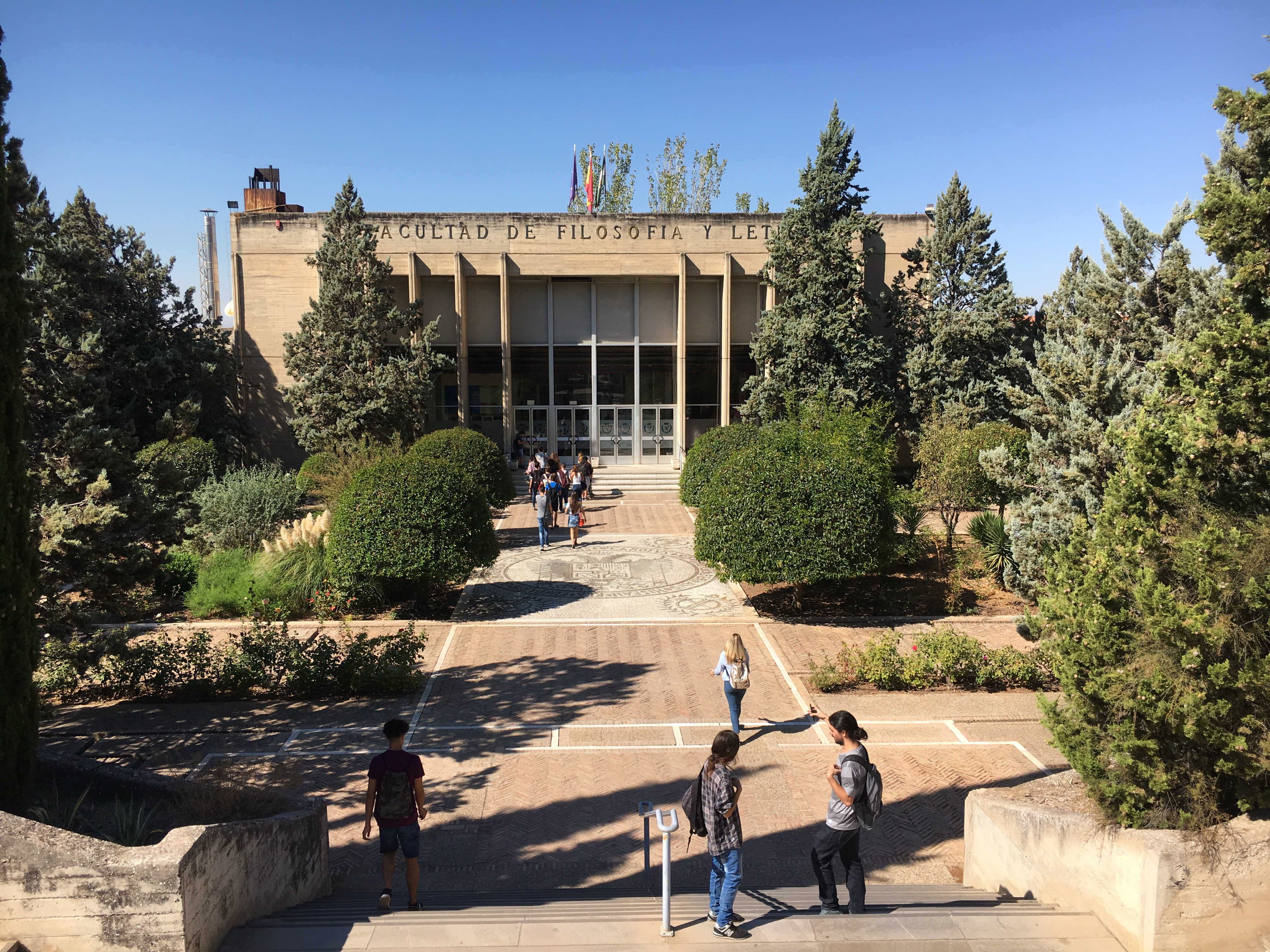
Entrada principal de la Facultad de Filosofía y Letras.

Actualmente en la Facultad de Filosofía y Letras de la Universidad de Granada se imparten los siguientes estudios universitarios oficiales:

### Grados
- Grado en Antropología Social y Cultural
- Grado en Arqueología
- Grado en Geografía y Gestión del Territorio
- Grado en Estudios Árabes e Islámicos
- Grado en Estudios Franceses
- Grado en Estudios Ingleses
- Grado en Filología Clásica
- Grado en Filología Hispánica
- Grado en Filosofía
- Grado en Historia
- Grado en Historia del Arte
- Grado en Historia y Ciencias de la Música
- Grado en Lenguas Modernas y sus Literaturas
- Grado en Literaturas Comparadas

### Dobles grados
- Grado en Educación Primaria y Estudios Franceses
- Grado en Educación Primaria y Estudios Ingleses
- Grado en Estudios Ingleses y Filología Hispánica

### Másteres
- Máster Universitario en Análisis Geográfico en la Ordenación del Territorio
- Máster Universitario en Arqueología
- Máster Universitario en Culturas Árabe y Hebrea
- Máster Universitario en Estudios Superiores de Filología y Tradición Clásica
- Máster Universitario en Filosofía Contemporánea
- Máster Universitario en Estudios Superiores de Lengua Española
- Máster Universitario en Tutela de Patrimonio Histórico-Artístico. El legado de al-Ándalus
- Máster Universitario en Estudios Literario y Teatrales
- Máster Universitario en Literatura y Lingüística Inglesas
- Máster Universitario en Patrimonio Musical
- Máster Universitario en Estudios Latinonamericanos
- Máster Universitario en Formación del Profesorado en ESO y Bachillerato. Especialidades en:
  - Ciencias Sociales, Geografía e Historia
  - Lenguas Extranjeras
  - Lengua y Literatura
  - Latín y Griego
  - Música

La facultad también ofrece múltiples títulos propios de posgrado.

## Departamentos docentes
La Facultad de Filosofía y Letras cuenta con docencia y además es la sede principal de una amplia variedad de Departamentos de la Universidad de Granada relacionados con las Ciencias Sociales, la historia, la lengua y la filosofía. Concretamente, los siguientes departamentos tienen su sede en dicha facultad:
- Departamento de Análisis Geográfico Regional y Geografía Física
- Departamento de Antropología Social
- Departamento de Prehistoria y Arqueología.
- Departamento de Estudios Semíticos
- Departamento de Filología Francesa
- Departamento de Filología Griega y Filología Eslava
- Departamento de Filología Latina
- Departamento de Filologías Inglesa y Alemana
- Departamento de Filologías Románicas: Italiana, Gallego-Portuguesa y Catalana
- Departamento de Filosofía I
- Departamento de Filosofía II
- Departamento de Geografía Humana
- Departamento de Historia Antigua
- Departamento de Historia Contemporánea
- Departamento de Historia del Arte
- Departamento de Historia Medieval y Ciencias y Técnicas Historiográficas
- Departamento de Historia Moderna y de América
- Departamento de Historia y Ciencias de la Música
- Departamento de Lengua Española
- Departamento de Lingüística General y Teoría de la Literatura
- Departamento de Literatura Española
- Departamento de Prehistoria y Arqueología

## Alumnos célebres
- Federico García Lorca, poeta.
- Elena Martín Vivaldi, poetisa.
- Joaquina Eguaras Ibáñez, primera profesora de la Universidad de Granada.
- Mariluz Escribano Pueo, escritora e investigadora.
- Luis García Montero, poeta.
- Joaquín Sabina, cantautor y poeta español.
- Tote King, MC
- Juan Eslava Galán, escritor.